# Над станами (заповідне урочище)
Над станами — заповідне урочище в Україні. Розташоване на території Коломийського району Івано-Франківської області, на північний схід від смт Гвіздець.
Площа — 2,9 га, статус отриманий у 1983 році. Перебуває у віданні: Гвіздівецька селищна рада.